# Patras
Patras (în greaca populară Πάτρα, în greaca clasică Πάτραι Pátrai, în latină Patrae, în turca otomană Ballıbadra) este al treilea oraș ca mărime din Grecia și este capitala județului Ahaia, ce se află în nordul peninsulei Peloponez, la 215 kilometri vest de Atena. Orașul se află la poalele muntelui Panachaikon, cu deschidere la Golful Patras.
Patras este o metropolă ce adăpostește un sfert de milion de locuitori. Istoria Patrasului se întinde pe o perioadă de 4 milenii. Sub dominația Imperiului Roman, Patrasul a devenit un centru cosmopolit din estul bazinului mediteraneean în timp ce, conform tradiției creștine, a fost locul martiriului Sfântului Apostol Andrei.
Numit "poarta occidentală a Greciei", Patrasul este un centru comercial internațional, în timp ce portul său foarte animat reprezintă punctul ce comunică cu Italia si într-adevăr, cu restul Europei Occidentale. Orașul are două universități de stat și un institut tehnologic, fiind caracterizat de o largă comunitate studențească. Orașul este un important centru științific, cu rezultate notabile în domeniul educației tehnice.
Podul Rio-Antirio unește Rio - suburbia estică a Patrasului - de orașul Antirrio. Podul reprezintă o cale de comunicație între peninsula Peloponezului cu partea continentală a Greciei.
Orașul găzduiește în fiecare primăvară cel mai important carnaval național care este în același timp unul dintre cele mai mari carnavaluri din lume. Definitorii pentru carnavalul din Patras sunt carele alegorice înfățișând în mod satiric subiecte din actualitatea imediată și paradele de oameni deghizați.
Orașul se bucură de un climat mediteraneean, cu veri relativ răcoroase și umede, și cu ierni foarte blânde.
În anul 2006 Patras a fost Capitală Europeană a Culturii.

## Personalități născute aici
- Dionisie Fotino (1777 - 1821), istoric;
- Antonios Pepanos (1866 - 1918), înotător;
- Demetrios Maximos (1873 - 1955), politician;
- Andreas Mikroutsikos⁠(d) (1876 - 1938), politician liberal și fost prim-ministru al Greciei;
- Stefanos Christopoulos (1876 - ?), halterofil;
- Minerva Melpomeni Malliori (n. 1952), politician, europarlamentar;
- Kostas Katsouranis (n. 1979), fotbalist.